# 河野修一郎
河野 修一郎（こうの しゅういちろう、1945年8月20日 - ）は、日本の小説家。
長崎県生まれ。鹿児島県立鶴丸高等学校、鹿児島大学工学部卒業。20年間化学会社に勤務。1971年「探照燈」（『植樹祭』所収）で文学界新人賞受賞。退社後文筆業となり、小説、化学物質汚染などについて著作を発表する。

## 著書
- 石切りの歌 学芸書林 1987.11
- 告発屋さがし 集英社 1989.5
- 使者たちの船 毎日新聞社 1989.12
- 日本農薬事情 岩波新書 1990.3
- 動物慰霊祭 毎日新聞社 1990.4
- 黄金の階段 白水社 1990.10（物語の王国）
- 立花ゴルフ倶楽部 毎日新聞社 1991.9
- 復讐する鼠 岩波書店 1993.2
- 豊饒の食卓 朝日新聞社 1993.2
- 荒涼館に招かれた男 河出書房新社 1994.4
- 瀕死の日本農業 日本の米、食卓をどう守るか 講談社 1995.1
- 植樹祭 みすず書房 1995.7
- 千年の森 徳間文庫 1997.9
- 目に見えない危険 暮らしの中に溢れる化学物質 みすず書房 1997.10
- 検証!くらしの中の化学物質汚染 講談社現代新書 2001.6
- 甦れ子供の王国 高城書房 2001.7